# Metallogorgia melanotrichos
Metallogorgia melanotrichos is een zachte koraalsoort uit de familie Chrysogorgiidae. De koraalsoort komt uit het geslacht Metallogorgia. Metallogorgia melanotrichos werd in 1889 voor het eerst wetenschappelijk beschreven door Wright en Studer als Dasygorgia melanotrichos. 